# 8 Batalion Rozpoznawczy (LWP)

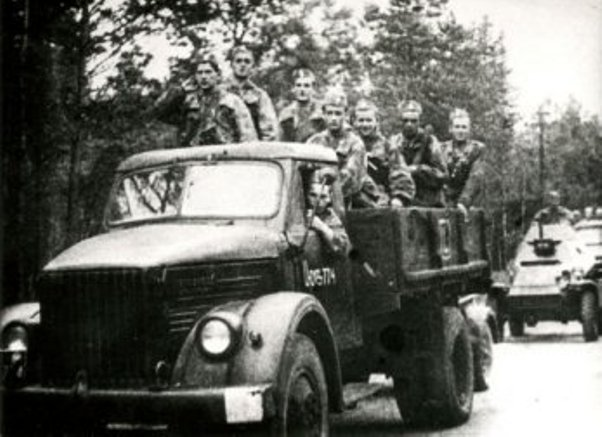
Wałcz, 1949. 19 kompania zwiadu podczas ćwiczeń

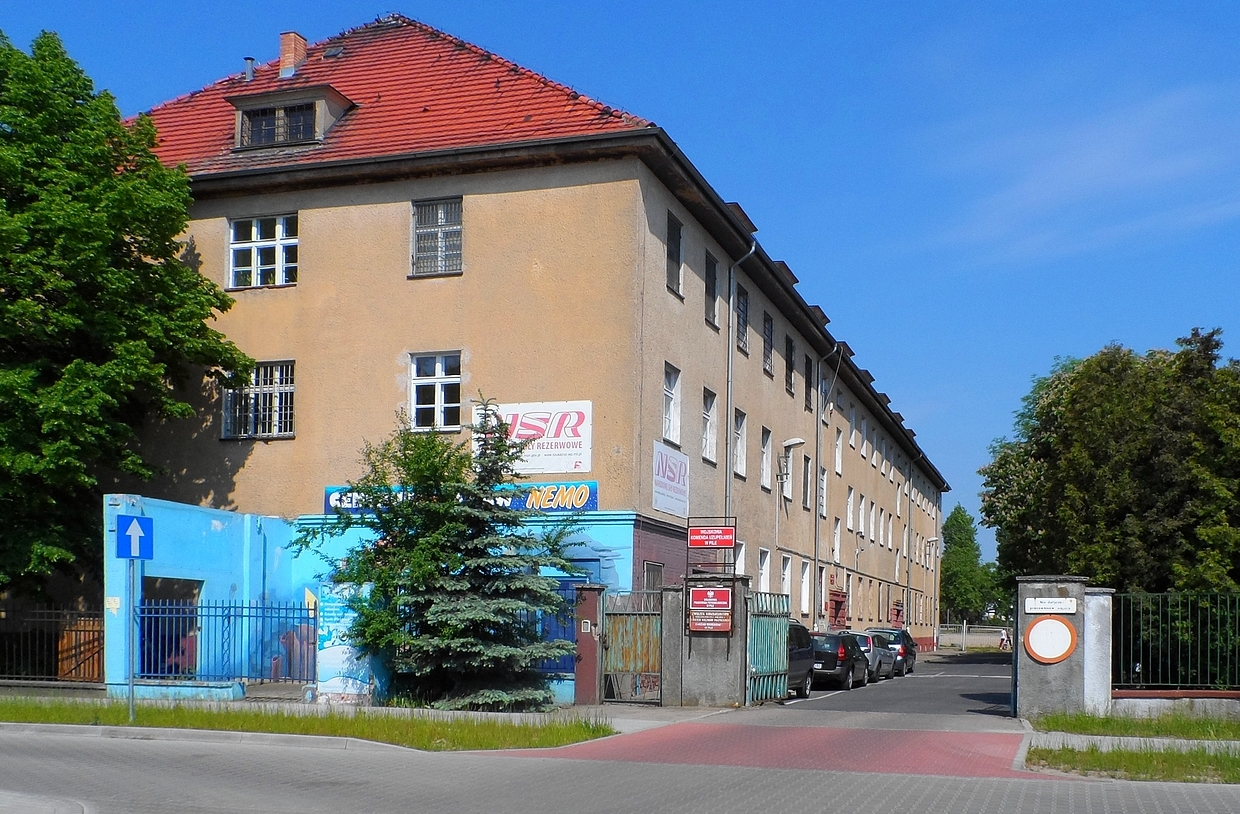
Piła. W tym kompleksie wojskowym od 1957 stacjonował 8 batalion rozpoznawczy (po rozformowaniu 14DP kompleks wojskowy przy ul. Kossaka przejęła 20DP)

8 Batalion Rozpoznawczy – samodzielny pododdział rozpoznawczy ludowego Wojska Polskiego sformowany w 1955 na bazie 19 kompanii zwiadu 14 DP w Wałczu. Samodzielny pododdział 14 DP i 20 Warszawskiej Dywizji Pancernej. Stacjonował w Wałczu, Pile i w Czarnem. Po ponownym sformowaniu stacjonował w Budowie i Stargardzie Szczecińskim.

## Rodowód, formowanie, zmiany organizacyjne i dyslokacyjne

### 14 samodzielna kompania wywiadowcza (1945)
Rozkaz Naczelnego Dowódcy Wojska Polskiego nr 58/Org. z 15 marca 1945 roku nakazał do dnia 1 lipca 1945 roku sformować 14 Dywizję Piechoty, a w jej składzie między innymi 14 samodzielną kompanię wywiadowczą w Bydgoszczy według etatu nr 04/555 i stanie 79 żołnierzy. Na podstawie rozkazu Naczelnego Dowódcy Wojska Polskiego nr 0289/Org. z 15 października 1945 roku dywizja przeszła na etaty pokojowe, a 14 kompanię wywiadowczą rozformowano.

### 19 kompania zwiadu (1949-1955)
Rozkaz Ministra Obrony Narodowej nr 0055/Org. z 30 marca 1949 roku nakazał w terminie do dnia 15 czerwca 1949 roku przeprowadzić reorganizację przedyslokowanej z Podlasia 14 Dywizji Piechoty. Przewidywał między innymi sformowanie od nowa w Wałczu 19 kompanię zwiadu o etacie nr 2/92 z dnia 30.03.1949 roku i stanie 52 żołnierzy. Rozkaz MON Nr 0044/Org. z dnia 17 maja 1951 roku nakazał dowódcy OW-II przeprowadzić reorganizację jednostek 14 Dywizji Piechoty, w tym 19 kompanii zwiadu (bn) stacjonującej dalej w Wałczu według etatu Nr 2/125 z dnia 23.03.1951 roku i stanie 52 żołnierzy.

### 8 batalion rozpoznawczy (1955-1961)
Rozkaz Ministra Obrony Narodowej Nr 0046/Org. z 29.08.1955 roku nakazał 14 DP przejście na nowe etaty. Dowódca
POW przeprowadził reorganizację 14 Dywizji Piechoty, między innymi formując 10 października 1955 roku na bazie 19 kompanii zwiadu 8 Batalion Rozpoznawczy (JW 1200) o etacie Nr 5/163, stanie 191 wojskowych i 5 pracowników cywilnych, z miejscem stacjonowania Wałcz. Zarządzeniem Szefa Sztabu Generalnego WP Nr 0258/Org. z dnia 18.12.1956 roku dowódca POW nakazał przedyslokować w terminie do dnia 01.03.1957 roku 8br z Wałcza do Piły. W składzie 14 Dywizji Piechoty pozostał do jej rozwiązania. Ostatecznie 23 lipca 1957 roku płk Józef Kolasa, ostatni dowódca 14 DP, złożył meldunek dowódcy POW o całkowitym rozformowaniu dywizji. Zachowując nazwę i numer 8br został włączony do 20 Warszawskiej Dywizji Pancernej. Stacjonując w Pile w latach 1957 do 1960 zmienił nazwę na 8 Szkolny Batalion Rozpoznawczy zachowując ten sam numer 1200.

### 19 kompania rozpoznawcza (1961-1968)
16 października 1961 roku zarządzeniem Szefa Sztabu Generalnego WP Nr 0103/Org. dowódca POW w terminie do dnia 10.11.1961r. przeformował 8 Szkolny Batalion Rozpoznawczy (JW 1200) na 19 kompanię rozpoznawczą (bn) w składzie 20 DPanc, która w tym samym roku została dyslokowana z Piły do Czarne. Inne źródło wskazuje, że do garnizonu Czarne nie była dyslokowana 19kr, tylko 8br, gdzie w tym samym roku został powtórnie zredukowany do kompanii z nazwą 19 kompania rozpoznawcza. 28 sierpnia 1962 roku zarządzeniem Szefa Sztabu Generalnego WP Nr 0105/Org. dowódca POW na podstawie rozkazu Nr 089/Org. z dnia 04.09.1962 roku w terminie do dnia 30.11.1962 roku, przeformował na nowe etaty 20 DPanc, w tym m.in.: 19 kompanię rozpoznawczą.

### 8 batalion rozpoznawczy (1968-1989)
Kolejna reorganizacja jednostek rozpoznawczych miała miejsce w marcu i we wrześniu 1968 roku. Zarządzeniem Szefa Sztabu Generalnego WP Nr 051/Org. z dn. 25.03.1968 roku przeformowano 20 Warszawską Dywizję Pancerną na nowe etaty, m.in.: 19 kompania rozpoznawcza stacjonująca w Czarnem została przeformowana do szczebla batalionu, któremu nadano numer 8. Dowódcą nowo utworzonej jednostki został mjr dypl. Zbigniew Stefański, szefem sztabu kpt. Brunon Brzeski, a po nim kpt. Józef Piazdecki. W tym samym roku 8br przedyslokowano z Czarne do Budowa.
2 stycznia 1969 roku batalion stacjonujący w Budowie (1968-1981) przystąpił do szkolenia programowego już w nowej strukturze organizacyjnej. 9 czerwca 1969 roku na podstawie uchwały Rady Państwa batalionowi został nadany sztandar, który był wręczony w dniu 31 sierpnia 1969 roku. W 1970 roku w strukturze batalionu powstała kompania specjalna, której dowódcą został por. Karol Machaj, a po nim por. Adam Wierzejewski. Kompania ta składała się z pięciu grup specjalnych po pięciu żołnierzy i dowódcy-żołnierza zawodowego. Na czas wykonywania zadań do grupy specjalnej przydzielano radiotelegrafistę z plutonu łączności batalionu. Zwiadowcy kompanii uczyli się skrytego przenikania, dywersji, łączności specjalnej, walki wręcz czy sztuki przetrwania, występowali na ćwiczeniach zgrywających 20 DP jako dywersanci przeciwnika.
W 1975 roku na stan uzbrojenia 2 kompanii rozpoznawczej 8 br, stacjonującego w Budowie, weszły BWP-1 zamiast czołgów pływających PT-76.
13 grudnia 1981, po ogłoszeniu stanu wojennego, batalion stacjonujący w Budowie otrzymał rozkaz przegrupowania się w rejon Pieczysk i Koronowa nad jeziorem Koronowskim. W Bydgoszczy wykonywał zadania postawione przez przełożonych związane ze stanem wojennym.

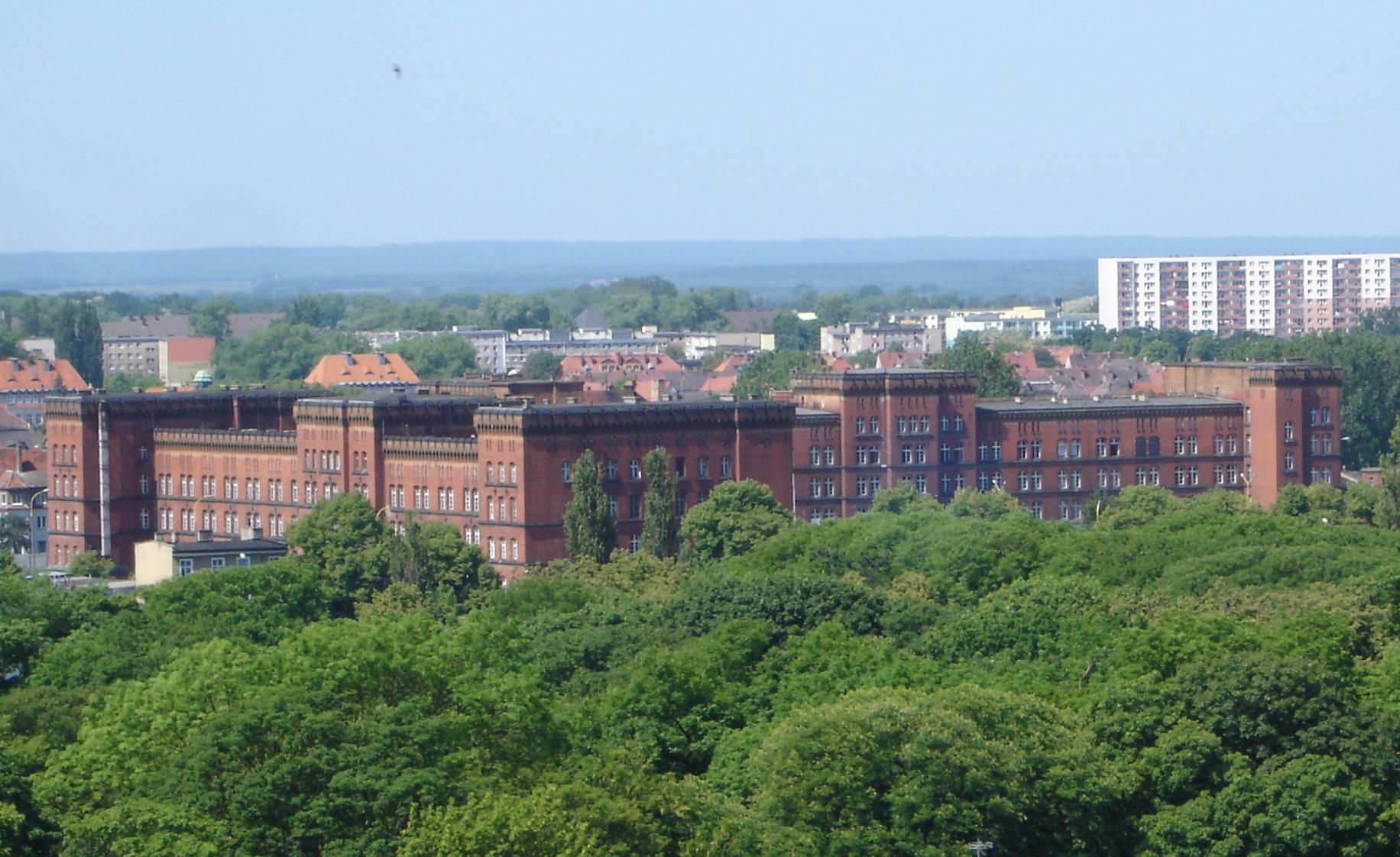
Stargard Szczeciński – w tym kompleksie stacjonował 8 batalion rozpoznawczy w latach 1982 - 1989

W kwietniu 1982 roku, po wykonaniu zadania związanego ze stanem wojennym, 8 batalion rozpoznawczy został przegrupowany z Bydgoszczy i z Budowa do Stargardu Szczecińskiego.
Zwolnione budynki w kompleksie wojskowym czerwone koszary z rozformowanego w 1981 roku 104 pułku artylerii przeciwlotniczej zajęły pododdziały 8 batalionu rozpoznawczego.
W 1985 roku w Stargardzie Szczecińskim uroczyście obchodzono 30-lecie powstania JW 1200. Z tej okazji wydano medal pamiątkowy, którym 10 października uhonorowano żołnierzy i pracowników 8br.
W 1987 roku na stan uzbrojenia 1plr 2 kompanii rozpoznawczej 8 br, stacjonującego w Stargardzie Szczecińskim, weszły BWR zamiast BWP-1.
W 1989 roku jednostki 20 DPanc przejęły tradycje i numery rozformowywanej 2 Warszawskiej Dywizji Zmechanizowanej. 8 batalion rozpoznawczy przejął numer 10 batalionu rozpoznawczego z Nysy.
Od 1 stycznia 1995 roku batalion po raz kolejny zmienił numer, tym razem na „2".

## Struktura organizacyjna

### Skład, dyslokacja w 1955

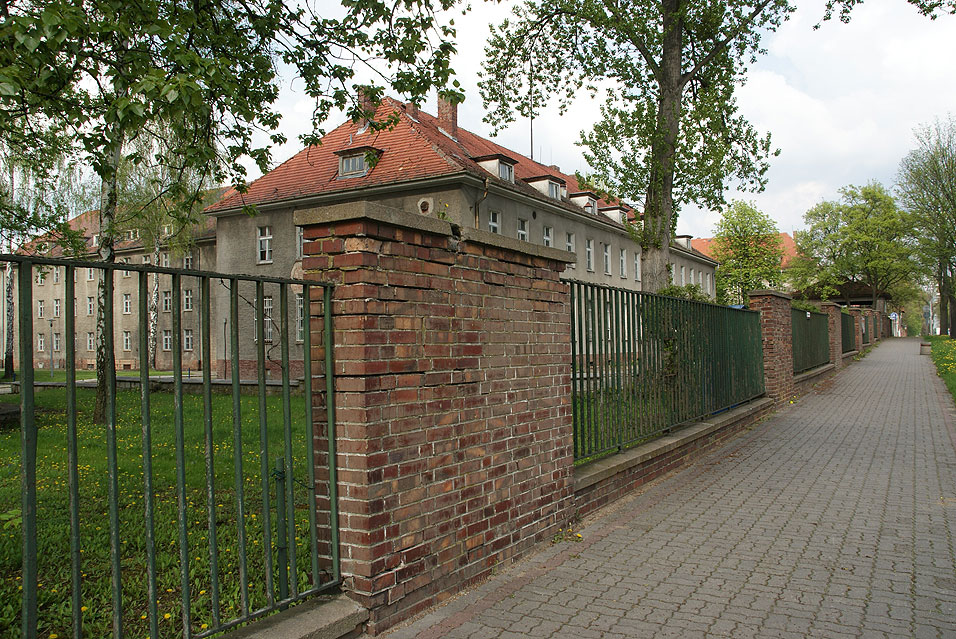
Wałcz - w tym kompleksie stacjonował 8 batalion rozpoznawczy w latach 1955 - 1957

W składzie 14 DP batalion stacjonujący w Wałczu składał się z:
dowództwo i sztab
- 1 kompania rozpoznawcza
- 2 kompania czołgów średnich
- 3 kompania piechoty zmotoryzowanej
- pluton przeciwlotniczy
- pluton motocykli i samochodów osobowo-terenowych
- pluton łączności
- pluton saperów
- pluton zaopatrzenia

Sprzęt bojowy batalionu między innymi stanowiły czołgi średnie T-34/85, od 1957 roku też czołgi pływające PT-76, transportery opancerzone BTR-40, motocykle M-72.

### Skład, dyslokacja w 1961
W składzie 20 DPanc batalion został dyslokowany do Czarne i tu przeformowany w 19 kompanię rozpoznawczą, składała się z:
- pluton transporterów opancerzonych – (6 trop BTR-40)
- pluton motocykli
- pluton czołgów średnich – (3 czołgi)
- pluton czołgów pływających – (3 czołgi pływające PT-76)
- drużyna naprawy wozów bojowych i samochodów
- drużyna gospodarcza

19 kompania rozpoznawcza według etatu nr 2/92 liczyła 52 żołnierzy

### Skład, dyslokacja w 1968
W składzie 20 DPanc powstał 8 batalion w Budowie przeformowany z 19 kompanii rozpoznawczej i składał się z:
dowództwo i sztab
- 1 kompania rozpoznawcza na transporterach BRDM-1
- 2 kompania rozpoznawcza na czołgach pływających PT-76
- 3 kompania rozpoznania specjalnego
- 4 kompania rozpoznania elektronicznego
- pluton dowodzenia z sekcją analizy informacji
- pluton łączności
- pluton zaopatrzenia

### Struktura organizacyjna w latach 70/80. XX w
W składzie 20 DPanc batalion stacjonujący w Budowie i w Stargardzie Szczecińskim składał się z:
dowództwo i sztab
- 1 kompania rozpoznawcza na BRDM-2
  - 2 plutony rozpoznawcze
  - pluton rozpoznawczy płetwonurków
- 2 kompania rozpoznawcza na PT-76 od 1975 roku na BWP-1
  - 3 plutony rozpoznawcze
- 3 kompania specjalna
  - grupa dowodzenia
  - 5 grup rozpoznawczych
  - grupa płetwonurków
  - grupa łączności
  - instruktor spadochronowy + układacz spadochronów
- kompania rozpoznania radioelektronicznego
  - grupa analizy informacji (autobus sztabowy AS-1)
  - pluton rozpoznania systemów radiolokacyjnych Znak na pojazdach 8 Batalionu Rozpoznawczego
  - pluton rozpoznania radiowego UKF
  - pluton namierzania radiowego UKF

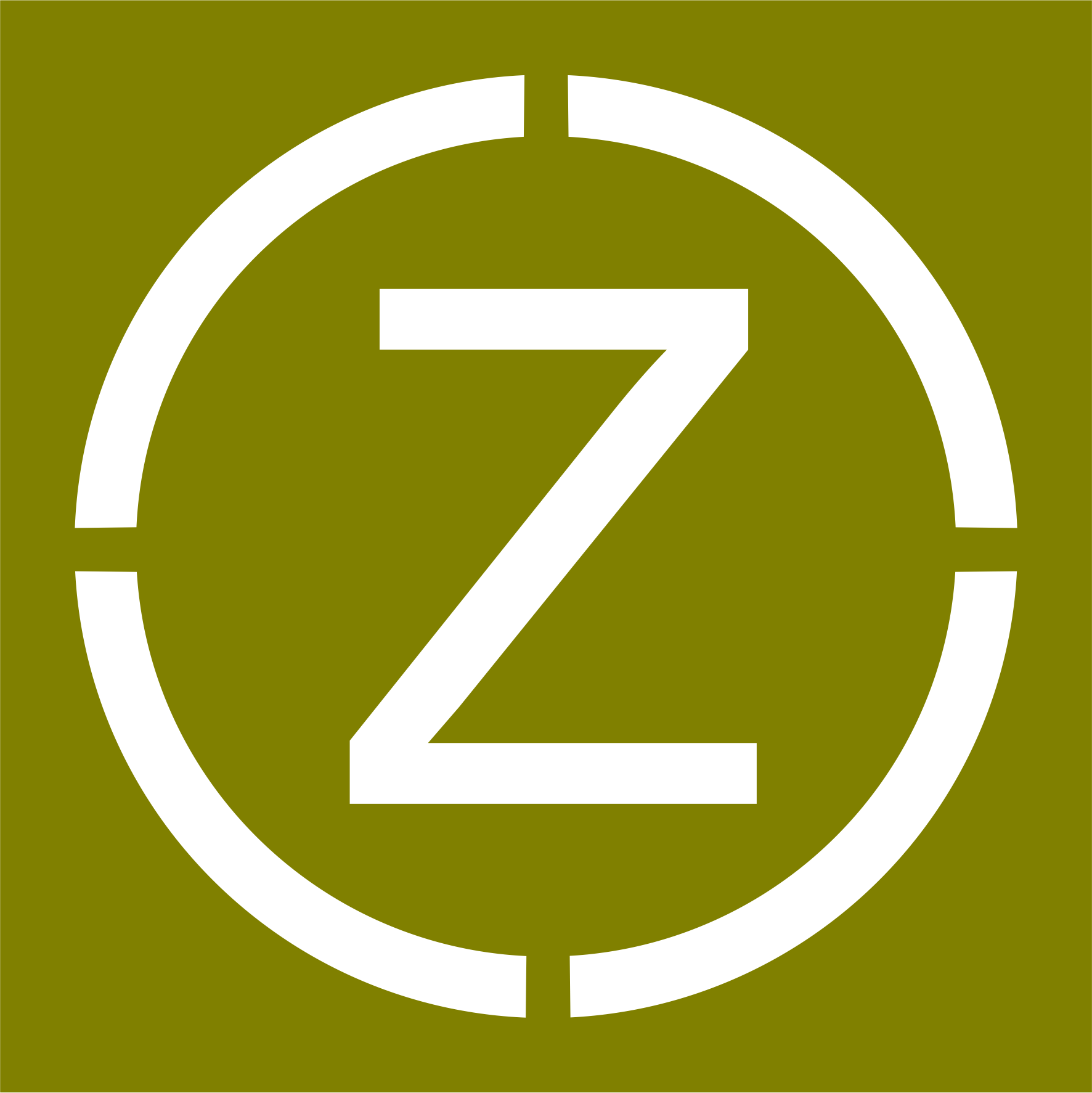
Znak na pojazdach 8 Batalionu Rozpoznawczego

- pluton technicznego rozpoznania pola walki (3 PSNR-1 na BRDM-1)
- pluton łączności
- pluton remontowy
- pluton zaopatrzenia
- pluton medyczny

Znakiem taktycznym 8br malowanym na sprzęcie bojowym i samochodach była malowana w kolorze białym duża litera Z wpisana w koło o średnicy ok. 20 cm z białą obwódką o szerokości ok. 1 cm.

## Uzbrojenie, sprzęt
Na uzbrojeniu batalionu znajdowały się:
- czołgi T-34/85
- transportery opancerzone BTR-40
- pływające PT-76
- bojowe wozy piechoty BWP-1
- rozpoznawcze samochody opancerzone BRDM-1, BRDM-2
- pojazdy ciężarowe Star
- samochody terenowo-osobowe GAZ-69, Honker.

Inny sprzęt to: R-363 na pojeździe ZIŁ 137K z odbiornikiem UKF typu Orlenok, R323, AROKU na pojeździe STAR-660 z odbiornikami UKF UP3MA typu Panorama i KF typu Stoika, NRS na pojeździe GAZ–69, TRPW (technicznego rozpoznania pola walki) na BRDM-2, wcześniej na BRDM-1 wyposażony w przenośne stacje radiotechniczne: Filip-1 i Filip-2.

## Dowódcy batalionu
- ? — (1955-1957)
- ? — (1957-1960)
- ? — (1961)

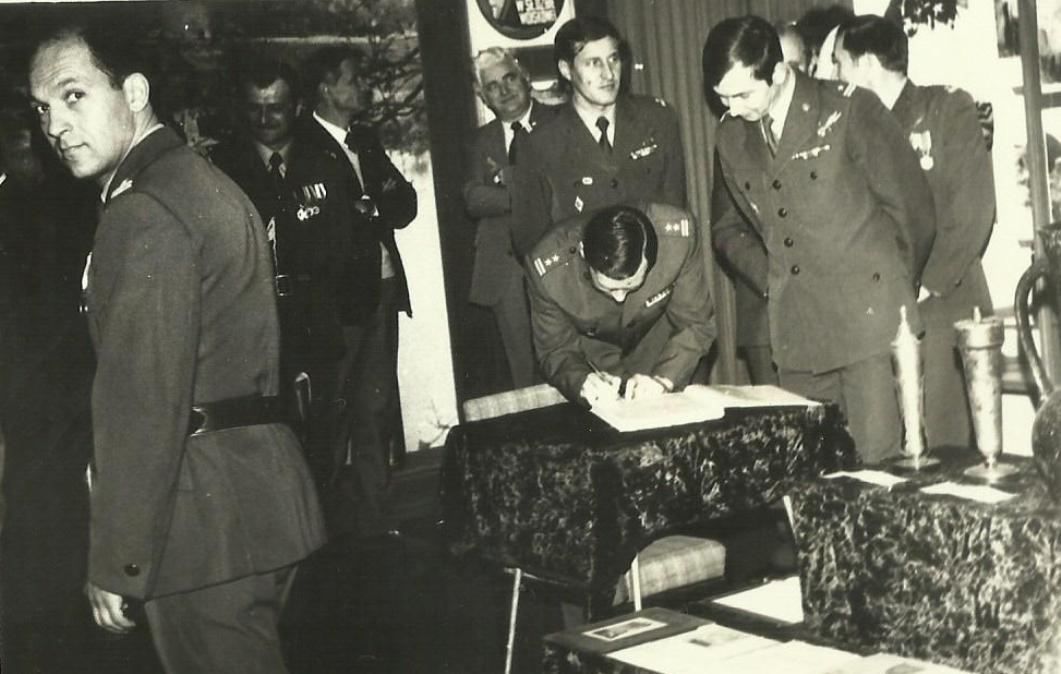
D-ca 8br mjr Zdzisław Żurawski (P)

- ppłk Zbigniew Stefański (1968-1974)
- ppłk/mjr Andrzej Prus (1974-1976)
- ppłk/mjr Wincenty Jędrzejczak (1976-1978)
- ppłk dypl. Zbigniew Urbaniak (1978-1983)
- mjr dypl. Edward Rogowski (1983-1986)
- ppłk dypl. Zdzisław Żurawski (1986-1989)

## Obiekty szkoleniowe
- ośrodek szkolenia rozpoznawczego

- plac szkolenia spadochronowego
- plac szkolenia ogniowego
- hala sportowa
- plac apelowy (musztry)

## Przeformowania
14 kompania wywiadowcza (1945) ↘ (rozformowana) * 19 kompania zwiadu (1949–1955) → 8 batalion rozpoznawczy → 8 szkolny batalion rozpoznawczy (1955–1961) → 19 kompania rozpoznawcza (1961–1968) → 8 batalion rozpoznawczy (1968 – 1989) → 10 batalion rozpoznawczy (1989 – 1995) → 2 batalion rozpoznawczy Szwoleżerów Rokitniańskich (1995 – 1998)